# Ayavi Lake
Ayavi Lake, née en 1980 à Dakar au Sénégal, est une enseignante, romancière sénégalaise.

## Biographie

### Enfance et formation
Ayavi Lake naît en 1980 à Dakar où elle passe sa jeunesse. Elle est titulaire d'une Maîtrise en Information-Communication Interculturelle et d'un Diplôme Universitaire de la Francophonie,. Après ses études en France, elle s'installe au Canada au Quebec.

### Carrière
En 1994, à l’âge de 14 ans, elle écrit sa première nouvelle, qui est publiée lors d’un concours de la francophonie.
En 2020, son roman Marabout, publié aux éditions VLB en 2019, est finaliste du prix horizons imaginaires 2020 et est en cours d'adaptation cinématographique. La même année, avec Résurgence, publié aux éditions Triptyque au collectif Futur.
Ayavi Lake est enseignante.

### Vie de famille
Ayavi Lake est mère de deux enfants.

## Œuvres

### Romans et nouvelles
- Souffles étranges : métissages, Cultures croisées, 2002[7]
- N'Dakaru, fragments d'amour, Cultures croisées, 2007[8]
- Le marabout, VLB éditeur, 2019[9]
- La Sarzène, VLB éditeur, 2022